# Blandford-Znajek-Prozess
Der Blandford-Znajek-Prozess ist ein Mechanismus für die Extraktion von Energie aus rotierenden Schwarzen Löchern durch Elektromagnetismus. Er wurde 1977 von Roger Blandford und Roman Znajek erstmals beschrieben.

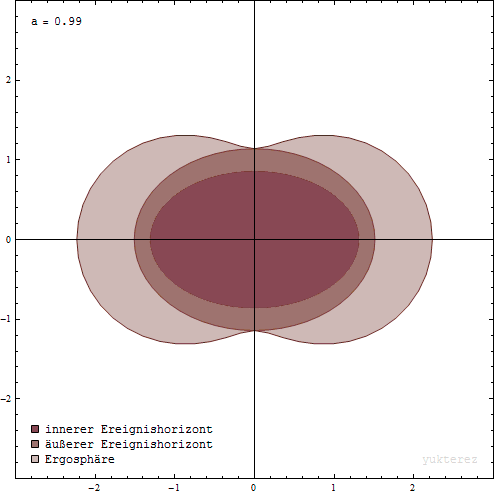

Wie schon vorher im Penrose-Prozess beschrieben, ist der entscheidende Ort bei der Anwendung des Mechanismus die Ergosphäre, also der Ort um ein rotierendes Schwarzes Loch, bei dem das Schwarze Loch durch den Frame-Dragging-Effekt allen Teilchen seine Rotation aufzwingt. Die Ergosphäre kann bei schwachem Spinparameter als Rotationsellipsoid approximiert werden, das den Ereignishorizont an den Polen des Schwarzen Lochs berührt und zum Äquator hin breiter wird. Bei Magnetfeldern von Plasma im Akkretionsfluss in der Ergosphäre wird die Morphologie der Magnetfelder toroidal und es entsteht eine toroidale Magnetosphäre. Durch die Vergrößerung der Feldstärke kann in einer Kaskade aus einfallenden Gammaphotonen mit Photonen, die im Photonenorbit gefangen sind, ein leptonisches Paarplasma aus Elektronen und Positronen, die sogenannte Penrose-Paarbildung, erzeugt werden:
{\displaystyle \gamma +\gamma \longrightarrow e^{+}+e^{-}}
Damit hat der Körper, der ursprünglich die Energie {\displaystyle E_{0}} hatte, nun zwei Teilkörper, von denen einer die negative Energie {\displaystyle E_{n}} und einer die positive Energie {\displaystyle E_{p}} besitzt, wobei folglich {\displaystyle E_{p}>E_{0}} ist. Da der negativ geladene Körper in das Schwarze Loch stürzt und der positiv geladene durch die gravitomagnetische Kraft die Ergosphäre in den Jets an den Polen verlässt, wird dem rotierenden Schwarzen Loch Energie entzogen.